# 格拉尼亚诺特雷别恩塞
格拉尼亚诺特雷别恩塞（義大利語：Gragnano Trebbiense），是意大利皮亚琴察省的一个市镇。总面积34平方公里，人口4336人，人口密度127.5人/平方公里（2009年）。ISTAT代码为033024。